# Distretto di Mangghystau
Il distretto di Mangghystau (in kazako: Маңғыстау  ауданы) è un distretto (audan) del Kazakistan, situato nell'omonima regione; ha per capoluogo Šetpe.